# Heinz Radloff
Heinz Radloff (* 5. Juni 1921 in Gollnowshagen, Landkreis Naugard, Pommern; † 14. Februar 1998 in Osterode am Harz) war ein deutscher Politiker (SPD) und Mitglied des Niedersächsischen Landtages.

## Leben
Nach dem Besuch der Volksschule absolvierte Heinz Radloff eine landwirtschaftliche Lehre und besuchte eine Fachschule. Er wurde im Jahr 1941 zum Wehrdienst einberufen, aus dem er zwei Jahre später nach dem Verlust seines linken Armes schwer kriegsbeschädigt entlassen wurde. Danach arbeitete er in den Jahren 1943 bis 1948 zunächst bei der Ernährungsverwaltung in verschiedenen Dienststellen in Stettin, Camin, Goslar und Osterode am Harz, danach in der Kommunalverwaltung. Er absolvierte die Prüfungen für den mittleren Verwaltungs- und Kassendienst (1952) und den gehobenen Verwaltungs- und Kassendienst (1956).
Heinz Radloff war verheiratet.

## Ämter und Mitgliedschaften
Im Jahr 1947 trat Radloff dem Reichsbund und der Gewerkschaft Öffentliche Dienste, Transport und Verkehr bei und wurde im Kreis Osterode Vorstandsmitglied des Deutschen Gewerkschaftsbundes. In die SPD trat er ebenfalls im Jahr 1947 ein, und er übernahm 1968 den Vorsitz im SPD-Unterbezirk Harz. Er war Mitglied verschiedener Organisationen, darunter im Verwaltungsrat der Osteroder Kreissparkasse und im Kuratorium der Harzwasserwerke. Ab 1968 wurde er auch Abgeordneter des Kreistages und war im Osteroder Kreisausschuss als Mitglied aktiv. Für sein Wirken wurde ihm das Verdienstkreuz Erster Klasse des Verdienstordens der Bundesrepublik Deutschland überreicht. Vom 6. Juni 1967 bis 20. Juni 1990 war er Mitglied des Niedersächsischen Landtages (6. bis 11. Wahlperiode).